# Kimberly Birrell
Kimberly Birrell (ur. 29 kwietnia 1998 w Düsseldorfie) – australijska tenisistka.

## Kariera tenisowa
W swojej karierze zdobyła siedem tytułów singlowych i dwa deblowe w rozgrywkach ITF. 5 maja 2025 osiągnęła najwyższe w karierze miejsce w rankingu singlowym WTA Tour – 60. miejsce. 9 września 2024 zanotowała 162. pozycję w rankingu deblowym, co było jej najlepszym wynikiem.
W styczniu 2016 roku dotarła wraz z Jarmilą Wolfe do finału turnieju deblowego WTA w Hobart.
Birrell wzięła udział w swoim pierwszym profesjonalnym turnieju w Bendigo Tennis Centre w październiku 2012 roku w wieku 14 lat. Swój pierwszy profesjonalny punkt rankingowy zdobyła rok później, wygrywając w setach z Elizabeth James po otrzymaniu dzikiej karty w głównym losowaniu turnieju odbywającego się w jej rodzinnym stanie Queensland. Rok 2013 zakończyła z profesjonalnym rankingiem singlowym na poziomie 847. 

## Finały turniejów WTA
| Legenda                     | Legenda |
| --------------------------- | ------- |
| Wielki Szlem                |         |
| Igrzyska olimpijskie        |         |
| WTA Tour Championships      |         |
| 2009 – 2020                 |         |
| WTA Premier Mandatory       |         |
| WTA Premier 5               |         |
| WTA Premier                 |         |
| WTA International Series    |         |
| WTA 125K series (2012–2020) |         |
| od 2021                     |         |
| WTA 1000 (obowiązkowe)      |         |
| WTA 1000 (nieobowiązkowe)   |         |
| WTA 500                     |         |
| WTA 250                     |         |
| WTA 125                     |         |

### Gra pojedyncza 1 (0–1)
| Końcowy wynik | Nr | Data                 | Turniej | Nawierzchnia | Przeciwniczka | Wynik finału |
| ------------- | -- | -------------------- | ------- | ------------ | ------------- | ------------ |
| Finalistka    | 1. | 20 października 2024 | Osaka   | Twarda       | Suzan Lamens  | 0:6, 4:6     |

### Gra podwójna 2 (0–2)
| Końcowy wynik | Nr | Data             | Turniej   | Nawierzchnia | Partnerka                | Przeciwniczki                               | Wynik finału   |
| ------------- | -- | ---------------- | --------- | ------------ | ------------------------ | ------------------------------------------- | -------------- |
| Finalistka    | 1. | 16 stycznia 2016 | Hobart    | Twarda       | Jarmila Wolfe            | Han Xinyun Christina McHale                 | 3:6, 0:6       |
| Finalistka    | 2. | 5 marca 2023     | Monterrey | Twarda       | Fernanda Contreras Gómez | Yuliana Lizarazo María Paulina Pérez García | 3:6, 7:5, 5–10 |

### Gra mieszana 1 (0–1)
| Końcowy wynik | Nr | Data             | Turniej         | Nawierzchnia | Partner            | Przeciwnicy               | Wynik finału   |
| ------------- | -- | ---------------- | --------------- | ------------ | ------------------ | ------------------------- | -------------- |
| Finalistka    | 1. | 24 stycznia 2025 | Australian Open | Twarda       | John-Patrick Smith | Olivia Gadecki John Peers | 6:3, 4:6, 6–10 |

## Finały turniejów ITF
| turnieje z pulą nagród 100 000 $ (W100) |
| turnieje z pulą nagród 80 000 $ (W80)   |
| turnieje z pulą nagród 60 000 $ (W75)   |
| turnieje z pulą nagród 40 000 $ (W50)   |
| turnieje z pulą nagród 25 000 $ (W35)   |
| turnieje z pulą nagród 15 000 $ (W15)   |
| turnieje z pulą nagród 10 000 $         |

### Gra pojedyncza 12 (7–5)
| Rezultat     |    | Data       | Turniej          | ($)    | Naw.      | Przeciwniczka    | Wynik            |
| Finalistka   | 1. | 15/03/2015 | Mildura          | 15 000 | Trawiasta | Alison Bai       | 3:6, 3:6         |
| Finalistka   | 2. | 25/10/2015 | Brisbane         | 25 000 | Twarda    | Priscilla Hon    | 4:6, 3:6         |
| Finalistka   | 3. | 24/09/2017 | Penrith          | 25 000 | Twarda    | Olivia Rogowska  | 2:6, 4:6         |
| Zwyciężczyni | 1. | 01/10/2017 | Brisbane         | 25 000 | Twarda    | Asia Muhammad    | 4:6, 6:3, 6:2    |
| Zwyciężczyni | 2. | 30/09/2018 | Darwin           | 60 000 | Twarda    | Ellen Perez      | 6:3, 6:3         |
| Finalistka   | 4. | 24/07/2022 | Figueira da Foz  | 25 000 | Twarda    | Jamie Loeb       | 5:7, 4:6         |
| Finalistka   | 5. | 09/10/2022 | Cairns           | 25 000 | Twarda    | Priscilla Hon    | 6:4, 6:7(6), 4:6 |
| Zwyciężczyni | 3. | 30/10/2022 | City of Playford | 60 000 | Twarda    | Maddison Inglis  | 3:6, 7:5, 6:4    |
| Zwyciężczyni | 4. | 12/02/2023 | Orlando          | 60 000 | Twarda    | Rebecca Peterson | 6:3, 6:0         |
| Zwyciężczyni | 5. | 09/07/2023 | Cantanhede       | 25 000 | Dywanowa  | Arina Rodionowa  | 4:6, 6:3, 6:1    |
| Zwyciężczyni | 6. | 12/05/2024 | Fukuoka          | 60 000 | Dywanowa  | Emina Bektas     | 6:2, 6:4         |
| Zwyciężczyni | 7. | 09/02/2025 | Brisbane         | 60 000 | Twarda    | Maddison Inglis  | 6:2, 4:6, 7:6(2) |

### Gra podwójna 7 (2–5)
| Rezultat     |    | Data       | Turniej     | ($)     | Naw.   | Partnerka          | Przeciwniczki                     | Wynik             |
| Zwyciężczyni | 1. | 02/10/2015 | Tweed Heads | 15 000  | Twarda | Tammi Patterson    | Dalma Gálfi Priscilla Hon         | 6:7(3), 6:3, 10–8 |
| Finalistka   | 1. | 15/07/2017 | Winnipeg    | 25 000  | Twarda | Caroline Dolehide  | Hiroko Kuwata Walerija Sawinych   | 4:6, 6:7(4)       |
| Finalistka   | 2. | 22/07/2017 | Gatineau    | 25 000  | Twarda | Emily Webley-Smith | Hiroko Kuwata Walerija Sawinych   | 6:4, 3:6, 5–10    |
| Finalistka   | 3. | 28/09/2018 | Darwin      | 60 000  | Twarda | Katy Dunne         | Rutuja Bhosale Hiroko Kuwata      | 2:6, 4:6          |
| Finalistka   | 4. | 14/05/2022 | Nottingham  | 25 000  | Twarda | Alexandra Osborne  | Naiktha Bains Maia Lumsden        | 6:3, 6:7(6), 9–11 |
| Zwyciężczyni | 2. | 28/04/2024 | Tokio       | 100 000 | Twarda | Jang Su-jeong      | Aleksandra Krunić Arina Rodionowa | 7:5, 3:6, 10–8    |
| Finalistka   | 5. | 05/05/2024 | Gifu        | 100 000 | Twarda | Rebecca Marino     | Liang En-shuo Tang Qianhui        | 0:6, 3:6          |